# Zuccarinia macrophylla
Zuccarinia macrophylla är en måreväxtart som beskrevs av Carl Ludwig von Blume. Zuccarinia macrophylla ingår i släktet Zuccarinia och familjen måreväxter. Inga underarter finns listade i Catalogue of Life.